# DokuWiki
DokuWiki – oprogramowanie typu wiki, którego celem jest tworzenie dokumentacji. DokuWiki rozpowszechniane jest na licencji GPL 2; zostało napisane w języku PHP. Działa na plikach tekstowych i nie wymaga bazy danych. Składnia używana do tworzenia dokumentów jest podobna do tej używanej przez oprogramowanie MediaWiki. DokuWiki zostało stworzone przez Andreasa Gohra w czerwcu 2004. Na stronie domowej można znaleźć kilkaset dodatkowych wtyczek rozszerzających możliwości programu.